# Rafael Grač
Rafael Davidovič Grač (rusky Рафаэль Давыдович Грач; 6. srpna 1932 Kirov, Ruská SFSR – 28. července 1982) byl sovětský rychlobruslař.
Na velkých mezinárodních závodech se poprvé objevil v roce 1956 na Zimních olympijských hrách, kde vybojoval v závodě na 500 m stříbrnou medaili. V dalších sezónách, podobně jako v předešlých letech, startoval pouze na domácích závodech a sovětských šampionátech. Výjimkou byly pouze zimní olympiády. Na ZOH 1960 získal na pětistovce bronz, v roce 1964 byl na této distanci desátý. Po sezóně 1963/1964 ukončil sportovní kariéru.